# 阿尼斯基内
50°12′42″N 37°31′30″E / 50.21167°N 37.52500°E
阿尼斯基內（烏克蘭語：Анискине）是位於烏克蘭東部的村莊，由哈爾科夫州庫普揚斯克區的維利胡瓦特卡市鎮負責管轄。該村始建於1750年，面積0.71平方公里，海拔高度171米，2001年人口176，人口密度每平方公里0.71人。